# Henner Huhle

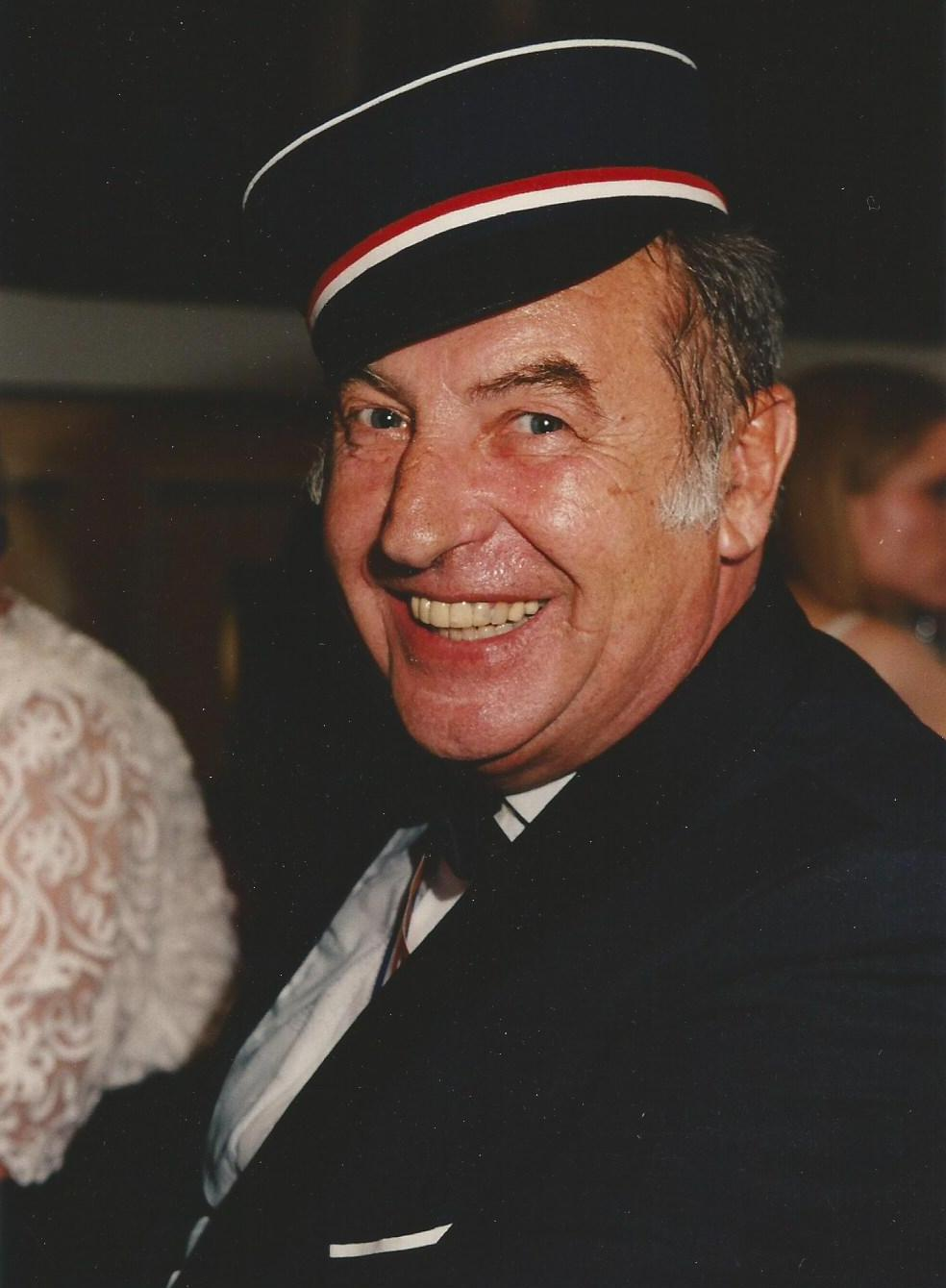
Henner Huhle (2014)

Henner Huhle (* 30. Januar 1937 in Halle (Saale)) ist ein ehemaliger Sportlehrer, Studienrat und Fechtmeister. Huhle schrieb mehrere Bücher über sportliche und korporationsstudentische Themen.

## Leben

### Ausbildung und beruflicher Werdegang
Huhle machte 1955 Abitur an der Lucas-Cranach-Oberschule in Lutherstadt Wittenberg-Piesteritz. Danach übersiedelte er aus der DDR nach Mülheim an der Ruhr. Dort absolvierte er eine Lehre als Elektroinstallateur, die er 1958 mit der Gesellenprüfung abschloss.
Er studierte Sportwissenschaften und Mathematik an der Universität Köln. Während seiner Studienzeit trat er in die akademische Landsmannschaft Macaria ein. Nach dem Studienabschluss arbeitete Huhle ab 1962 als Sportlehrer am Hansagymnasium Köln, am Heinrich-Heine-Gymnasium Köln und weiteren Gymnasien in Essen und Köln.
1965 bestand er an der Deutschen Sporthochschule in Köln die Prüfung als staatlich geprüfter Schwimmmeister. 1966 folgte ein Studium der Geographie, das er 1976 abschloss.

### Engagement im Sport

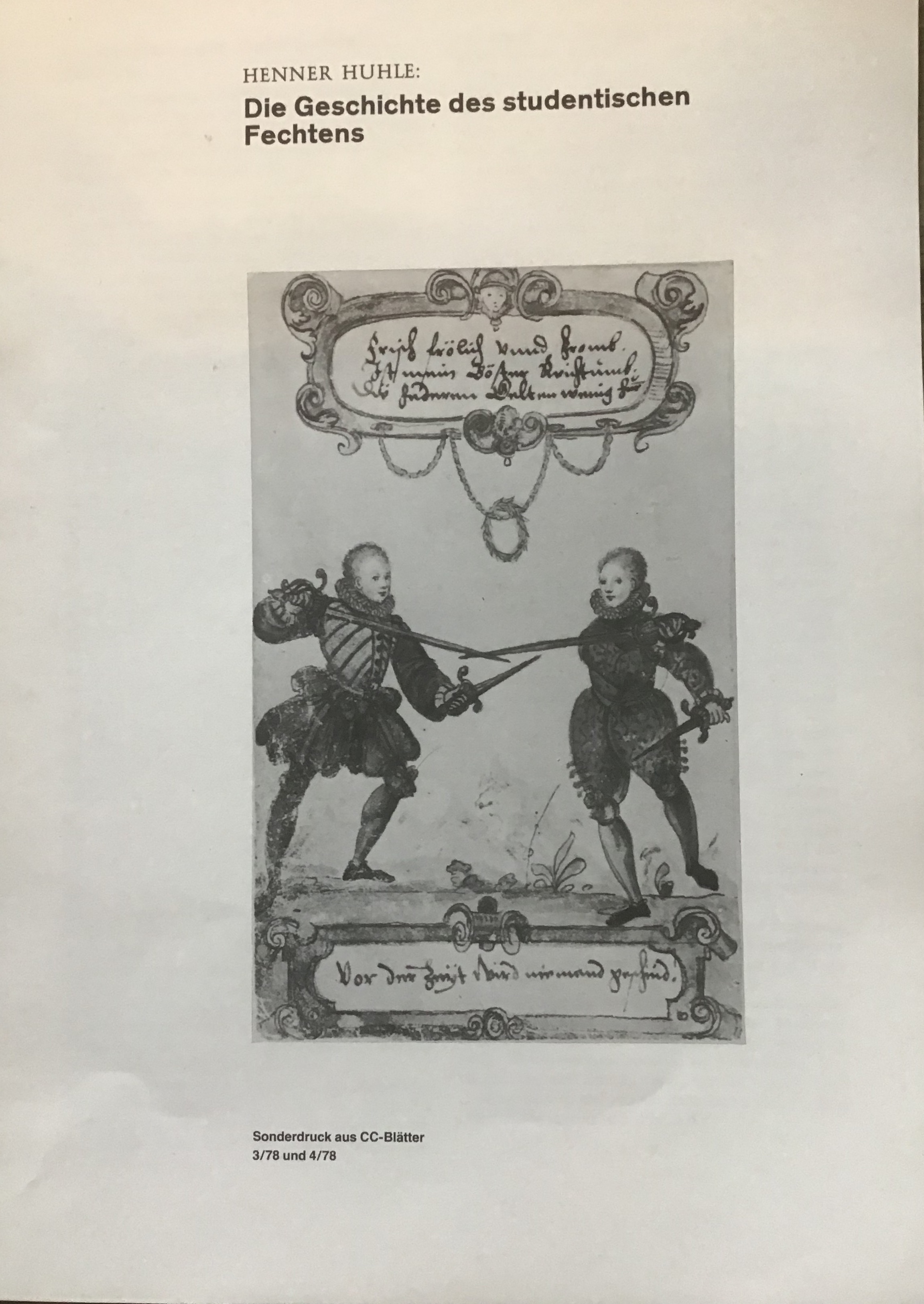
Die Geschichte des studentischen Fechtens (1978)

1955 errang Huhle den zweiten Platz bei den Jugendmeisterschaften der DDR im Gerätturnen. Neben seiner späteren beruflichen Tätigkeit war Huhle als Sportfunktionär und ehrenamtlich sportlich tätig, insbesondere bei der Westdeutschen Volleyballjugend. 1969 wurde er Betreuer der Auswahlmannschaft der Deutschen Volleyballjugend und Jugend-Bundestrainer. Zudem schrieb er ein Volleyball-Lehrbuch.

### Akademisches Fechten
Huhle wurde im Sommersemester 1959 bei der Landsmannschaft Macaria Köln im Coburger Convent (CC) aktiv. Neben dem Volleyball war er daher auch im Bereich Fechten aktiv. Seine Hauptwerke als Autor im Bereich des akademischen Fechtens sind das mehrfach neu aufgelegte Buch Die Entwicklung des Fechtens an Deutschen Hochschulen und 500 Jahre Fechtmeister in Deutschland.
1976 legte er die Diplom-Fechtmeisterprüfung ab und wurde 1981 Präsident des Verbands der Fechtmeister und 1985 Vorsitzender der Arbeitsgemeinschaft Andernach der mensurbeflissenen Verbände. Unter anderem hat er auch Piktogramme für das Mensurfechten entwickelt, die in schlagenden Verbindungen verwendet werden. Von August bis November 1987 organisierte er im Historischen Museum in Frankfurt am Main im Rahmen der Ausstellung „500 Jahre Fechtmeister in Deutschland“ eine Ausstellung zu Fechtwaffen, insbesondere den akademischen Fechtwaffen.

### Wirken als Autor

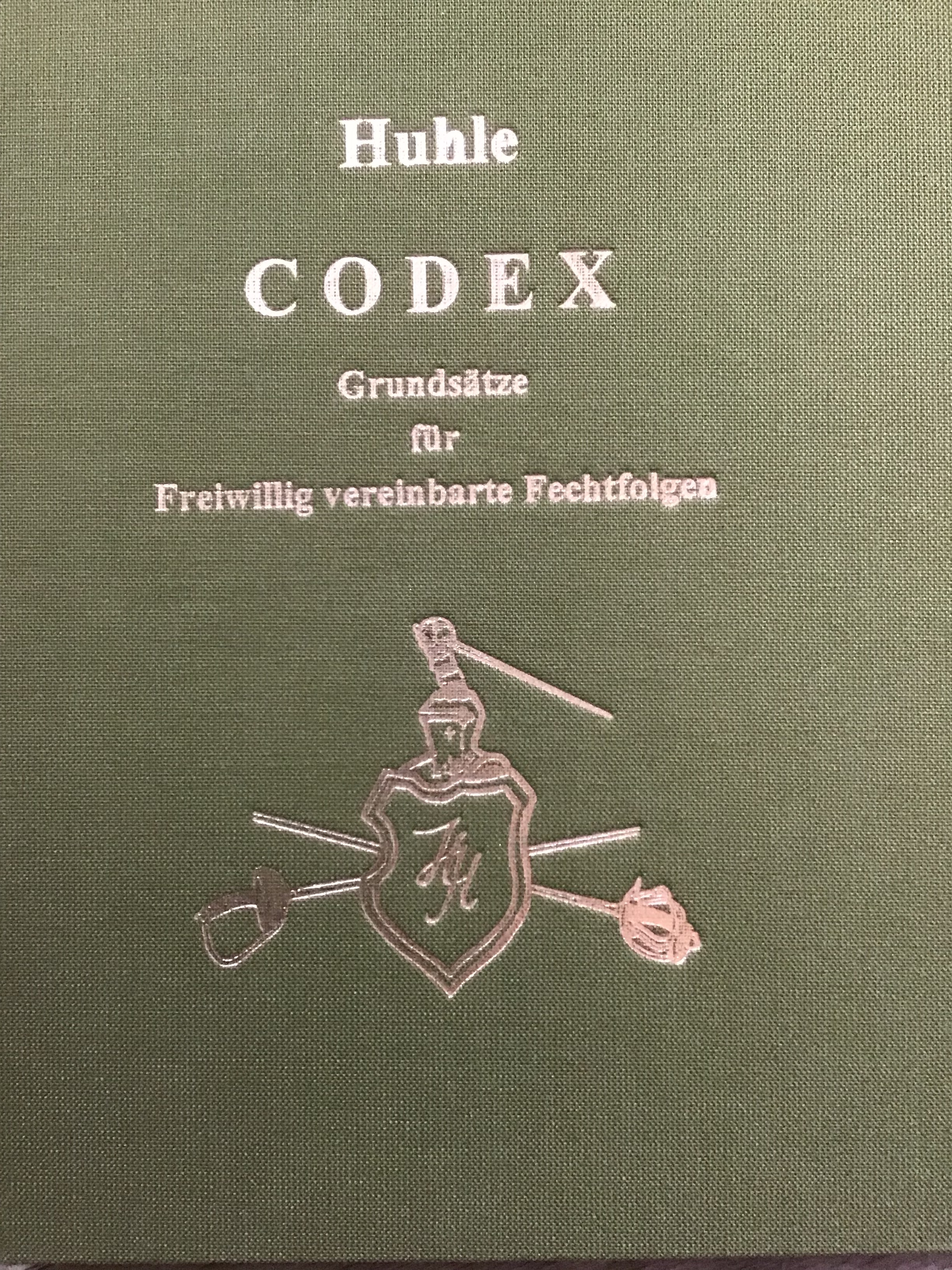
CODEX Grundsätze zur Freiwillig vereinbarten Fechtfolge (1993)

Seit vielen Jahren widmet Henner Huhle sein Wirken als Autor dem studentischen Korporationswesen und geht dabei vor allem auf das studentische Fechten ein. So erschien im März 1978 und im April selben Jahres "Die Geschichte des studentischen Fechtens" als Sonderdruck im CC-Blatt, eine Zeitschrift die vierteljährlich erscheint und ihren Mitgliedern als Vereinszeitschrift dient. In der Sonderausgabe beschreibt Huhle den engen Zusammenhang zwischen Fechten und dem Studententum an sich: "Die Geschichte des studentischen Fechtens beginnt mit dem Studententum oder auch mit den Studenten selbst."
Des Weiteren veröffentlichte Huhle einen Codex für die Grundsätze für freiwillig vereinbarte Fechtfolgen. Darin beschreibt Huhle insbesondere wie waffenstudentische Ehrenangelegenheiten im späten 19. Jahrhundert geregelt wurden. Er definiert Ehrenangelegenheiten darin wie folgt: „Ehrenangelegenheiten sind solche, bei denen sich ein Beteiligter durch einen anderen in seiner Ehre verletzt sieht; sich als beleidigt fühlt.“ In seinem Buch arbeitet Huhle 13 Paragraphen heraus, die es bei einer vereinbarten Fechtfolge zu beachten galt.

## Ehrungen und Auszeichnungen
- 1970 Ehrenurkunde des Kultusministers von Nordrhein-Westfalen für besondere Leistungen im Schulsport
- 1989 Auszeichnung „Die Stadt Coburg dankt“ durch den Coburger Oberbürgermeister Karl-Heinz Höhn
- 1994 Ehrenpräsident des Verbandes der Fechtmeister
- 1994 Ehrenfechtamtsleiter des Coburger Convents
- 1995 Fabricius-Medaille vom Convent Deutscher Akademikerverbände (CDA) für seine Verdienste um das Korporationsstudententum

## Veröffentlichungen

### Sportpädagogik
- Volleyball: Technik, Taktik, Regeln. Falken, Niederhausen 1975, ISBN 3-8068-0351-X.

### Studentengeschichte und Mensur
- Die Entwicklung des Fechtens an deutschen Hochschulen: Ein Beitrag zur Geschichte der Schläger- und der Säbelmensur. Studentengeschichtliche Vereinigung des Coburger Convents, Stuttgart-Möhringen 1965.

- 500 Jahre Fechtmeister in Deutschland: Ältester privilegierter Berufsverband. (mit Helma Brunck). Kunz, Kelkheim 1987, ISBN 3-923420-08-0.

- Die präwendalen Couleuriker und die Rudelsburger Allianz: Eine Geschichte der Studentenbewegung in Mitteldeutschland vor der Öffnung der Mauer bis zur Gründung der Rudelsburger Allianz. Ferger, Bergisch Gladbach 2006, ISBN 3-931219-32-1.

- "Auf Mensur!" – Geschichte und Praxis des akademischen Fechtens. Würzburg 2020, ISBN 978-3-930877-53-9.